# Климкович, Михась Николаевич
Михаи́л Никола́евич Климко́вич (бел. Міхась Мікалаевіч Клімковіч; 20 ноября 1899 — 5 ноября 1954) — белорусский поэт, драматург, прозаик и критик. Автор текста гимна Беларуси «Мы, белорусы».

## Биография
Родился 20 ноября 1899 года в деревне Селитренка Борисовского уезда Минской губернии (теперь Неманицкий сельсовет Борисовского района) в семье кочегара. В 1915 году окончил Борисовское высшее четырёхгодичное педагогическое училище. Преподавал, с 1921 по 1923 год служил в Красной Армии, был на партийной и профсоюзной работе. Дебютировал в печати в 1928 году.
В 1932—1934 годах — председатель оргкомитета по образованию Союза писателей БССР, а в 1934 — 1939 годах был первым в истории председателем этого союза. Супруга Мария Иосифовна. Дочь Майя Михайловна.
Умер 5 ноября 1954 года. Похоронен в Минске на военном кладбище.

## Произведения
- Поэма «14 слуцких»
- Либретто опер Последний вечер на хуторе (опубликована в 1940 году), Кастусь Калиновский (1959, поставлена в 1947), балета Князь-озеро (поставлен в 1949 году).
- Трилогия «Георгий Скарина» (драма, 1946-47, 1955)
- Переводы на белорусский язык произведений российских, украинских, польских и литовских авторов и др.
- «Катерина Жерносек» (драматическая поэма, 1937, поставлена в 1938 году))
- «Возмездие» (драматическая поэма, 1945)
- «Вся власть Советам» (1956)